# 7일간의 정상회담
7일간의 정상회담(La Cordillera, The Summit)은 아르헨티나에서 제작된 산티아고 미트레 감독의 2017년 스릴러 영화이다. 리카도 다린 등이 주연으로 출연하였고 페르난도 보베라 등이 제작에 참여하였다. 알려진 다른 제목은 서밋이다.

## 출연

### 주연
- 리카도 다린
- 돌로레스 폰지
- 에리카 리바스

### 조연
- 크리스찬 슬레이터
- 엘레나 아나야
- 폴리나 가르시아
- 다니엘 기메네즈 카쵸
- 제라르도 로마노
- 알프레도 카스트로